# Montmartin
Ne doit pas être confondu avec Montmartin-sur-Mer, Montmartin-le-Haut, Montmartin-en-Graignes ou Montmartin (Doubs).
Montmartin est une commune française située dans le département de l'Oise en région Hauts-de-France.

## Géographie

### Localisation
Montmartin est un village périurbain picard, dans le Plateau picard, situé à 11 km à vol d'oiseau au nord-ouest de Compiègne, 28 km au nord-est de Creil, 23 km au nord-est de Clermont, 22 km au sud-est de Montdidier et  25 km au sud-ouest de Noyon.
La commune se trouve dans l'aire d'attraction de Compiègne ainsi que dans sa zone d'emploi, et dans le bassin de vie d'Estrées-Saint-Denis.

### Communes limitrophes
Les communes limitrophes sont  Francières, Gournay-sur-Aronde, Hémévillers, Monchy-Humières et Remy.
|             | Gournay-sur-Aronde | Monchy-Humières |
| Hémévillers | Montmartin         |                 |
| Francières  |                    | Remy            |

### Géologie et relief
La superficie de la commune est de 3,33 km2 ; son altitude varie de 47  à   97 mètres. 

### Hydrographie

#### Réseau hydrographique

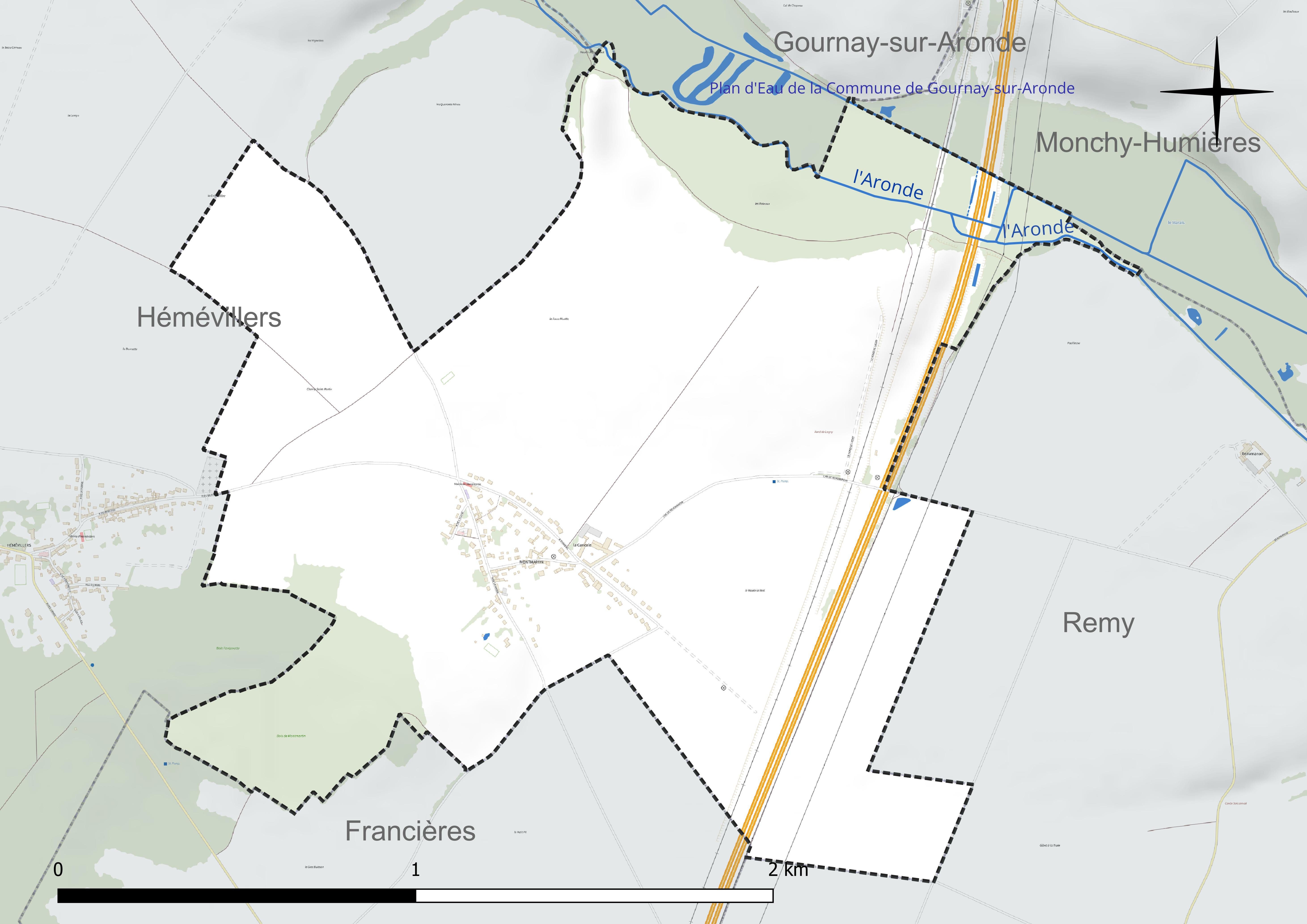
Réseau hydrographique de Montmartin.

La commune est située dans le bassin Seine-Normandie. 
Elle est drainée par l'Aronde,.
L'Aronde, d'une longueur de 26 km, prend sa source dans la commune de Montiers et se jette  dans l'Oise (rive gauche) à Clairoix, après avoir traversé 13 communes. Les caractéristiques hydrologiques de l'Aronde sont données par la station hydrologique située sur la commune d'Hémévillers. Le débit moyen mensuel est de 0,594 m3/s. Le débit moyen journalier maximum est de 1,69 m3/s, atteint lors de la crue du 1er mai 2024. Le débit instantané maximal est quant à lui de 1,95 m3/s, atteint le 20 août 2023.

#### Gestion et qualité des eaux
Le territoire communal est couvert par le schéma d'aménagement et de gestion des eaux (SAGE) « Sensée ». Ce document de planification concerne un territoire de 789 km2 de superficie, délimité par trois bassins versants en totalité ou en partie (Aisne, Oise et Aronde). Le périmètre a été arrêté le 16 octobre 2001 et le SAGE proprement dit a été approuvé le 8 juin 2009, puis révisé le 27 novembre 2019. La structure porteuse de l'élaboration et de la mise en œuvre est le syndicat mixte Oise-Aronde. 
La qualité des cours d'eau peut être consultée sur un site dédié géré par les agences de l'eau et l'Agence française pour la biodiversité. 

### Climat
Pour des articles plus généraux, voir Climat des Hauts-de-France et Climat de l'Oise.
En 2010, le climat de la commune est de type climat océanique dégradé des plaines du Centre et du Nord, selon une étude du CNRS s'appuyant sur une série de données couvrant la période 1971-2000. En 2020, Météo-France publie une typologie des climats de la France métropolitaine dans laquelle la commune est exposée à un climat océanique et est dans la région climatique  Nord-est du bassin Parisien, caractérisée par un ensoleillement médiocre, une pluviométrie moyenne régulièrement répartie au cours de l'année et un hiver froid (3 °C). 
Pour la période 1971-2000, la température annuelle moyenne est de 10,5 °C, avec une amplitude thermique annuelle de 15 °C. Le cumul annuel moyen de précipitations est de 684 mm, avec 10,9 jours de précipitations en janvier et 8,2 jours en juillet. Pour la période 1991-2020, la température moyenne annuelle observée sur la station météorologique la plus proche, située sur la commune de Margny-lès-Compiègne à 10 km à vol d'oiseau, est de 11,2 °C et le cumul annuel moyen de précipitations est de 633,5 mm,. Pour l'avenir, les paramètres climatiques de la commune estimés pour 2050 selon différents scénarios d'émission de gaz à effet de serre sont consultables sur un site dédié publié par Météo-France en novembre 2022.

## Urbanisme

### Typologie
Au 1er janvier 2024, Montmartin est catégorisée commune rurale à habitat dispersé, selon la nouvelle grille communale de densité à sept niveaux définie par l'Insee en 2022.
Elle est située hors unité urbaine. Par ailleurs la commune fait partie de l'aire d'attraction de Compiègne, dont elle est une commune de la couronne,. Cette aire, qui regroupe 101 communes, est catégorisée dans les aires de 50 000 à moins de 200 000 habitants,.

### Occupation des sols

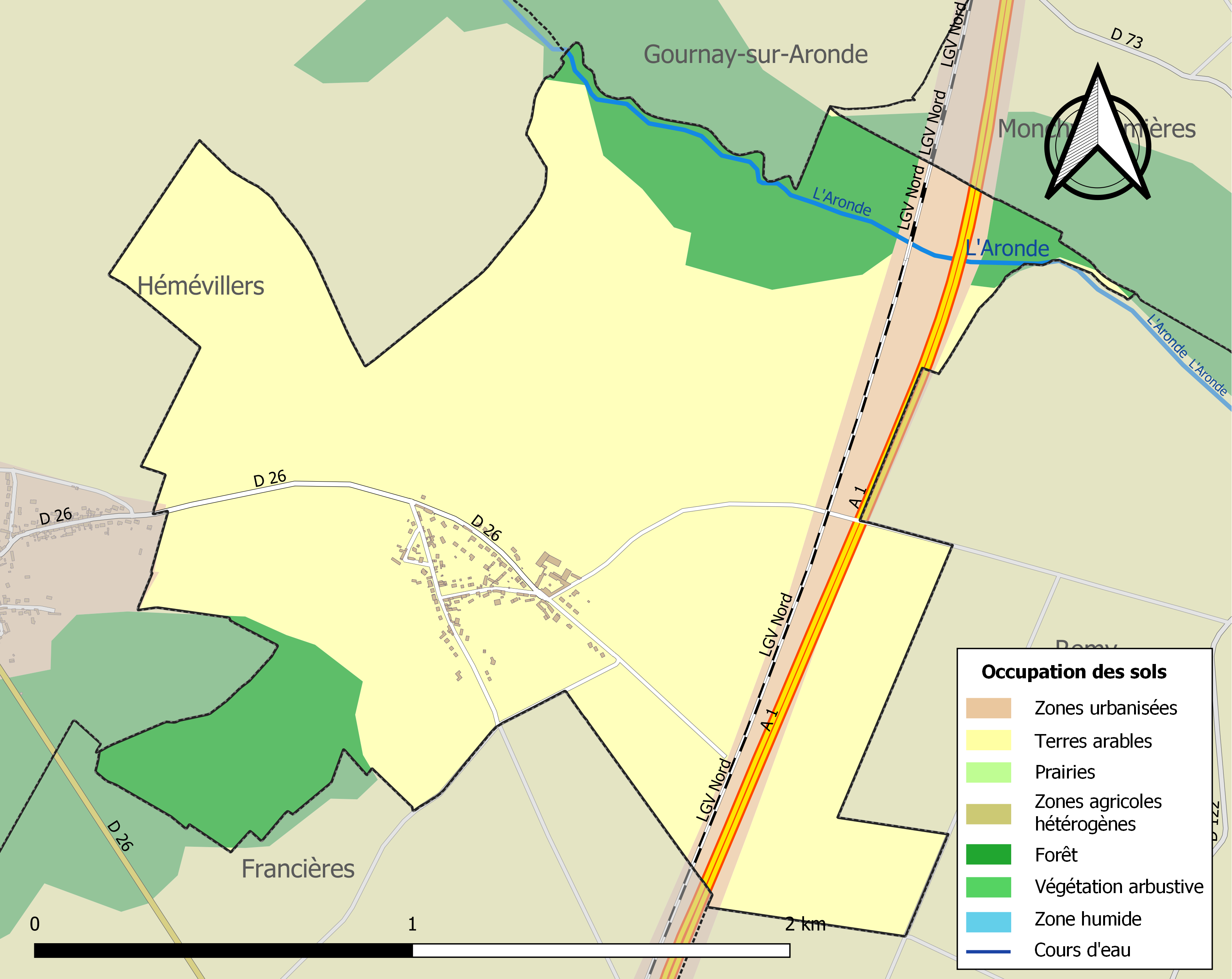
Carte des infrastructures et de l'occupation des sols de la commune en 2018 (CLC).

L'occupation des sols de la commune, telle qu'elle ressort de la base de données européenne d'occupation biophysique des sols Corine Land Cover (CLC), est marquée par l'importance des territoires agricoles (76,4 % en 2018), en diminution par rapport à 1990 (83,7 %). 
La répartition détaillée en 2018 est la suivante : terres arables (76,4 %), forêts (14,6 %), zones industrielles ou commerciales et réseaux de communication (8,8 %), zones urbanisées (0,1 %). 
L'évolution de l'occupation des sols de la commune et de ses infrastructures peut être observée sur les différentes représentations cartographiques du territoire : la carte de Cassini (XVIIIe siècle), la carte d'état-major (1820-1866) et les cartes ou photos aériennes de l'IGN pour la période actuelle (1950 à aujourd'hui).

### Habitat et logement
En 2021, le nombre total de logements dans la commune était de 100, alors qu'il était de 87 en 2016 et de 73 en 2011. 
Parmi ces logements, 94,7 % étaient des résidences principales et 5,3 % des logements vacants. Ces logements étaient  tous des maisons individuelles. 
Le tableau ci-dessous présente la typologie des logements à Montmartin en 2021 en comparaison avec celle de l'Oise et de la France entière. Une caractéristique marquante du parc de logements est ainsi l'absence de résidences secondaires et logements occasionnels, à comparer avec la proportion départementale (2,4 %) et nationale (9,7 %). 
| Typologie                                               | Montmartin | Oise | France entière |
| ------------------------------------------------------- | ---------- | ---- | -------------- |
| Résidences principales (en %)                           | 94,7       | 90,5 | 82,2           |
| Résidences secondaires et logements occasionnels (en %) | 0          | 2,4  | 9,7            |
| Logements vacants (en %)                                | 5,3        | 7    | 8,1            |

### Voies de communication et transports
La commune est desservie, en 2023, par les lignes 663 et 6301 du réseau interurbain de l'Oise.

## Toponymie
La commune, aisément accessible depuis l'ancienne route nationale 17, est traversée par l'Autoroute A1 et par la LGV Nord.
Le nom de la localité est attesté sous les formes « monasterium sancti Medardi de Montmartin » (1219) ; de monte Martini (1222) ; in villa de Montmartin (1238) ; Mont Martin (1366) ; « ecclesia sancti Medardi de Monte martini » (XVIe) ; Monmartin le Pereux (1667) ; Montmartin (1840).

## Histoire

### Époque contemporaine
La commune, instituée par la Révolution française, est fugacement intégrée de 1826 à 1933 à Hémévillers, avant de recouvrer son autonomie.
Elle a été décorée de la Croix de guerre 1914-1918 le 21 février 1921.

## Politique et administration

### Rattachements administratifs et électoraux

#### Rattachements administratifs
La commune se trouve dans l'arrondissement de Compiègne du département de l'Oise.  
Elle faisait partie depuis 1802 du canton d'Estrées-Saint-Denis. Dans le cadre du redécoupage cantonal de 2014 en France, cette circonscription administrative territoriale a disparu, et le canton n'est plus qu'une circonscription électorale.

#### Rattachements électoraux
Pour les élections départementales, la commune fait partie depuis 2014 d'un nouveau  canton d'Estrées-Saint-Denis porté de 15 à 71 communes.
Pour l'élection des députés, elle fait partie de la cinquième circonscription de l'Oise.

### Intercommunalité
Montmartin est membre de la communauté de communes de la Plaine d'Estrées, un établissement public de coopération intercommunale (EPCI) à fiscalité propre créé en 2001 et auquel la commune a transféré un certain nombre de ses compétences, dans les conditions déterminées par le code général des collectivités territoriales.

### Liste des maires
| Période                                  | Période                       | Identité       | Étiquette | Qualité                         |
| ---------------------------------------- | ----------------------------- | -------------- | --------- | ------------------------------- |
| Les données manquantes sont à compléter. |                               |                |           |                                 |
|                                          |                               |                |           |                                 |
| avant 1988                               |                               | Roger Lamarre  |           |                                 |
|                                          |                               |                |           |                                 |
| mars 2001                                | En cours (au 31 octobre 2024) | Patrick Grévin |           | Réélu pour le mandat 2020-2026, |

## Équipements et services publics

### Eau et déchets
L'assainissement des eaux usées est assurée par une station d'épuration située à Rémy.

### Enseignement
Les enfants de la commune sont scolarisés avec ceux de Hémévillers et Francières dans le cadre d'un regroupement pédagogique intercommunal (RPI). L'école de Francières compte deux classes de maternelle, dispose d'un accueil périscolaire et assure un service de cantine pour l'ensemble du RPI.

## Population et société

### Démographie
Le nom des habitants est Montmartinais et Montmartinaises.

#### Évolution démographique
L'évolution du nombre d'habitants est connue à travers les recensements de la population effectués dans la commune depuis 1793. Pour les communes de moins de 10 000 habitants, une enquête de recensement portant sur toute la population est réalisée tous les cinq ans, les populations de référence des années intermédiaires étant quant à elles estimées par interpolation ou extrapolation. Pour la commune, le premier recensement exhaustif entrant dans le cadre du nouveau dispositif a été réalisé en 2008.

En 2022, la commune comptait 288 habitants, en évolution de +11,2 % par rapport à 2016 (Oise : +0,87 %, France hors Mayotte : +2,11 %).
| 1793 | 1800 | 1806 | 1821 | 1836 | 1841 | 1846 | 1851 | 1856 |
| ---- | ---- | ---- | ---- | ---- | ---- | ---- | ---- | ---- |
| 133  | 143  | 151  | 139  | 155  | 154  | 150  | 125  | 136  |

| 1861 | 1866 | 1872 | 1876 | 1881 | 1886 | 1891 | 1896 | 1901 |
| ---- | ---- | ---- | ---- | ---- | ---- | ---- | ---- | ---- |
| 142  | 130  | 145  | 153  | 143  | 144  | 135  | 98   | 95   |

| 1906 | 1911 | 1921 | 1926 | 1931 | 1936 | 1946 | 1954 | 1962 |
| ---- | ---- | ---- | ---- | ---- | ---- | ---- | ---- | ---- |
| 81   | 88   | 64   | 74   | 78   | 75   | 59   | 47   | 56   |

| 1968 | 1975 | 1982 | 1990 | 1999 | 2006 | 2008 | 2013 | 2018 |
| ---- | ---- | ---- | ---- | ---- | ---- | ---- | ---- | ---- |
| 50   | 54   | 78   | 164  | 229  | 213  | 208  | 242  | 264  |

| 2022 | - | - | - | - | - | - | - | - |
| ---- | - | - | - | - | - | - | - | - |
| 288  | - | - | - | - | - | - | - | - |

#### Pyramide des âges
La population de la commune est relativement jeune.
En 2018, le taux de personnes d'un âge inférieur à 30 ans s'élève à 42,8 %, soit au-dessus de la moyenne départementale (37,3 %). À l'inverse, le taux de personnes d'âge supérieur à 60 ans est de 11,4 % la même année, alors qu'il est de 22,8 % au niveau départemental.
En 2018, la commune comptait 142 hommes pour 122 femmes, soit un taux de 53,79 % d'hommes, largement supérieur au taux départemental (48,89 %).
Les pyramides des âges de la commune et du département s'établissent comme suit.
| Hommes | Classe d’âge | Femmes |
| ------ | ------------ | ------ |
| 0,7    | 90 ou +      | 0,8    |
| 0,7    | 75-89 ans    | 1,6    |
| 9,2    | 60-74 ans    | 9,8    |
| 20,4   | 45-59 ans    | 19,7   |
| 22,5   | 30-44 ans    | 29,5   |
| 16,9   | 15-29 ans    | 12,3   |
| 29,6   | 0-14 ans     | 26,2   |

| Hommes | Classe d’âge | Femmes |
| ------ | ------------ | ------ |
| 0,5    | 90 ou +      | 1,4    |
| 5,5    | 75-89 ans    | 7,6    |
| 15,6   | 60-74 ans    | 16,3   |
| 20,8   | 45-59 ans    | 20     |
| 19,4   | 30-44 ans    | 19,4   |
| 17,6   | 15-29 ans    | 16,2   |
| 20,6   | 0-14 ans     | 19,1   |

## Culture locale et patrimoine

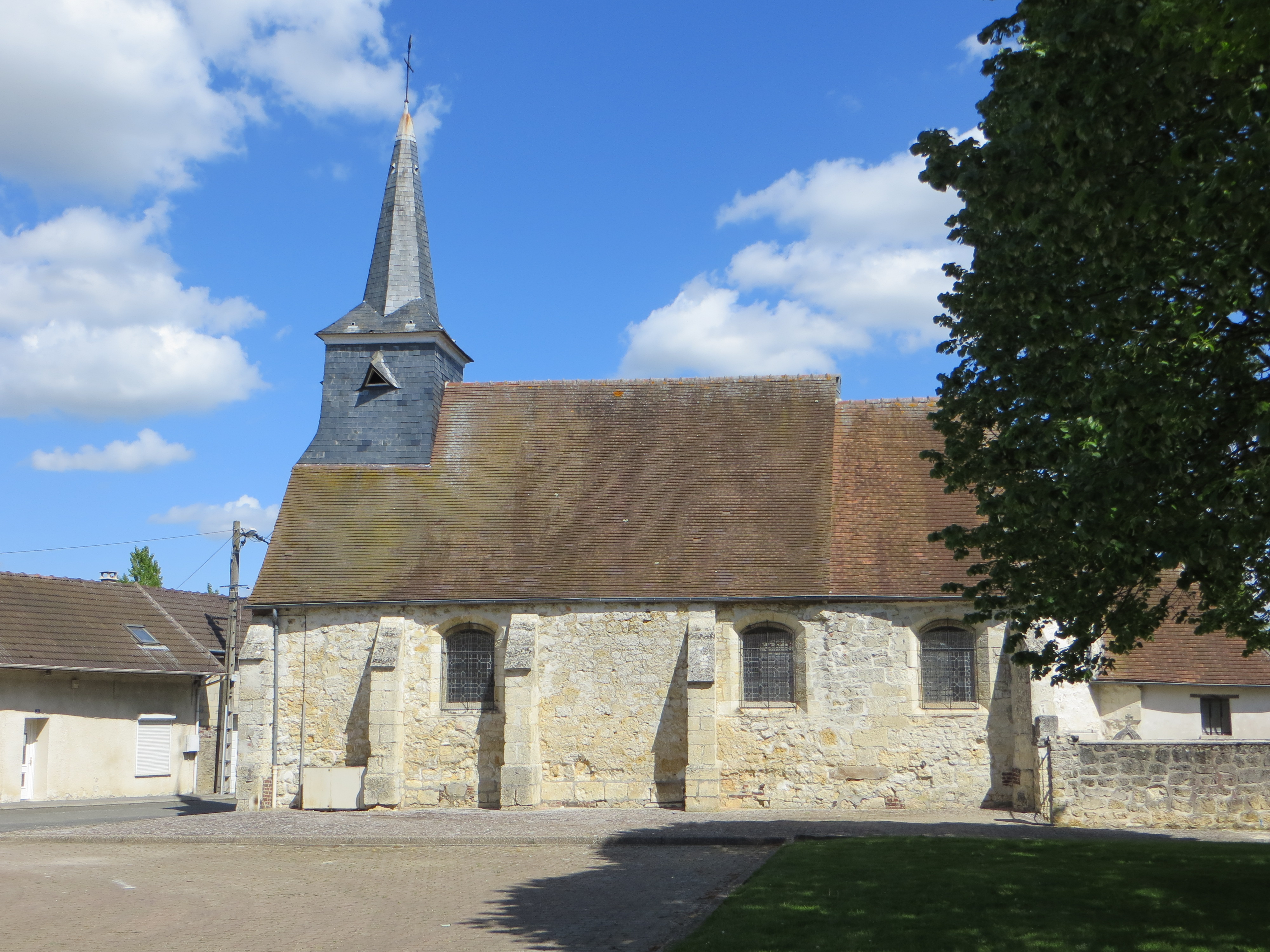
L'église Saint-Médard.

### Lieux et monuments
- Église Saint-Médard.